# Большое путешествие: Специальная доставка
«Большо́е путеше́ствие: Специа́льная доста́вка» — российский полнометражный мультфильм, созданный на студии «Лицензионные бренды». Продюсерами выступили Василий Ровенский и Роман Борисевич. Является продолжением мультфильма «Большое путешествие» (2019). Премьера в России состоялась 27 октября 2022 года.

## Сюжет
На этот раз медведь Мик-Мик и его сосед заяц Оскар, в компании почтового аиста и подросшего малыша Панды, пытаются доставить в Америку детёныша гризли, которого аист снова по ошибке доставил Мик-Мику. Главным антагонистом мультфильма стал гриф, мешающий героям выполнить миссию.

## Роли озвучивали
| Актёр              | Роль                                                 |
| ------------------ | ---------------------------------------------------- |
| Диомид Виноградов  | Мик-Мик / Лось / Крот / Пингвин / Билли Стервятник   |
| Ирина Киреева      | Микаэла / Мэри Гризли / Мама-панда / Белка / Фанатки |
| Станислав Стрелков | Дон Стервятник / Папа-панда                          |
| Филипп Лебедев     | Оскар / Старый аист                                  |
| Антон Эльдаров     | Карл                                                 |
| Александр Гаврилин | Арнольд / Даг Стервятник / Аист                      |
| Прохор Чеховской   | Подросток-панда / Большая гиена                      |
| Алексей Войтюк     | Джон Гризли                                          |
| Валерий Сторожик   | Олень                                                |
| Василиса Сорокина  | Ребенок-гризли                                       |